# Municipio de Bowman (Dakota del Norte)
El municipio de Bowman (en inglés: Bowman Township) es un municipio ubicado en el condado de Bowman en el estado estadounidense de Dakota del Norte. En el año 2010 tenía una población de 257 habitantes y una densidad poblacional de 2,89 personas por km².

## Geografía
El municipio de Bowman se encuentra ubicado en las coordenadas 46°9′21″N 103°26′39″O / 46.15583, -103.44417. Según la Oficina del Censo de los Estados Unidos, el municipio tiene una superficie total de 88.88 km², de la cual 88,67 km² corresponden a tierra firme y (0,24 %) 0,21 km² es agua.

## Demografía
Según el censo de 2010, había 257 personas residiendo en el municipio de Bowman. La densidad de población era de 2,89 hab./km². De los 257 habitantes, el municipio de Bowman estaba compuesto por el 100 % blancos. Del total de la población el 0,78 % eran hispanos o latinos de cualquier raza.